# Felvinczi György
Felvinczi György (Felvinc, Torda-Aranyos vármegye, 1645 körül – Kolozsvár, 1716. február ?) magyar színműíró, színigazgató, műfordító.

## Élete
Szegény szülőktől származott Erdélyben, s már gyermekkorán árván maradt. Tanult Tordán és Kolozsvárott az unitárius kollégiumban s innen a torockói iskolába ment tanítónak. 1671-ben visszatért a kolozsvári kollégiumba, ott egy évig tanár volt s egyúttal a szintaxistákat tanította, de egy szerelmi kaland miatt el kellett hagynia a kollégiumot. 
Ezután többféle életmódba fogott, de mindenütt üldözte a szerencsétlenség. Tatárok, labancok kirabolták, adósságba keveredett, hitelezői zaklatták, ezért bujdosnia kellett. 
1689-ben „Igen szép história” címmel bibliai történetet írt, majd 1693-ban Plutó és Jupiter villongásairól egy operaszerűen énekelhető színdarabot. 1694-ben egészségügyi témájú könyvet adott ki, latin és magyar szöveggel. Verseket is írt.
1696-ban színtársulat alapítására kapott engedélyt I. Lipóttól. A szóhagyomány szerint szinpadul a hiú (vagyis nyitott elejű padlás) szolgált és a közönség az utcáról nézte a játékot. 
Ez volt az első kísérlet Erdélyben hivatásos színészet fenntartására. Egyes szinháztörténészek őt az első magyar színházigazgatónak, mások az első magyar opera írójának tartják. Jelentősebb sikereket azonban nem aratott, tevékenysége feledésbe merült. 

## Művei
- Igen szép história az Jeruzsálemből Jerihóba menő tolvajoktól megsebesíttetett embernek állapottyáról (Lőcse, 1689)
- magyarra fordította s magyar és latin szöveggel kiadta a Schola Salernitana egészségi szabályait De conservanda bona valetudine (Lőcse, 1694)
- Írt néhány olyan udvarló verset is, melyek árán hivatalba kívánt jutni, sok más munkájának csak címe maradt fenn.
- Nevezetes Comico-Tragoediája, melyet még a szini engedély megnyerése előtt, 1693. kiadott; gyarló drámai kísérlet ez, mely Plútó és Jupiter villongását tárgyalja; öt megjelenésre van osztva, minden megjelenés ismét cselekedetekre. Formája verses, s minden jelenet más versalak szerint van irva, melyhez oda van téve mindenütt az ad notam is, s így énekelve adták elő. Ma már csak irodalomtörténeti értéke van (újra kiadva: Pótkötetek az Egyet. Philol. Közlönyhöz I.: F. engedélylevelének eredetije Váli Béla gyűjteményében, hasonmása Váli Színészettörténete előtt és a Beöthy-féle képes Irodalomtört.-ben)
- Romai császár ... iro-deakinak ... ditsireti ... Fel-Vinci Georgy által (Kolozsvár, 1699)

Lásd még: A barokk kor magyar irodalma